# HMS Neptune (20)
HMS Neptune (20) là một tàu tuần dương hạng nhẹ thuộc lớp Leander đã phục vụ cùng Hải quân Hoàng gia Anh Quốc trong Chiến tranh Thế giới thứ hai. Nó bị mất khi trúng phải ngư lôi của Italy ngoài khơi Tripoli tại Địa Trung Hải vào năm 1941.

## Thiết kế và chế tạo
Neptune là chiếc thứ tư trong lớp và là chiếc tàu chiến thứ chín của Hải quân Hoàng gia mang cái tên này. Nó được đặt lườn tại Xưởng tàu Portsmouth vào ngày 24 tháng 9 năm 1931, được hạ thủy vào ngày 31 tháng 1 năm 1933 và được đưa ra hoạt động vào ngày 12 tháng 2 năm 1934.

## Lịch sử hoạt động
Trong Chiến tranh Thế giới thứ hai, Neptune hoạt động với một thủy thủ đoàn đa số từ Hải quân Hoàng gia New Zealand. Vào tháng 12 năm 1939, Neptune tiến hành tuần tra tại khu vực Nam Đại Tây Dương để truy lùng thiết giáp hạm bỏ túi Đức Admiral Graf Spee. Nó được gửi đến Uruguay sau khi diễn ra trận River Plate. Tuy nhiên, nó vẫn còn đang trên đường đi khi con tàu Đức tự đánh đắm ngoài khơi Montevideo vào ngày 17 tháng 12.
Neptune tham gia trận Calabria vào ngày 9 tháng 7 năm 1940, trong đó nó bị tàu tuần dương hạng nhẹ Italy Giuseppe Garibaldi bắn trúng. Mảnh của quả đạn pháo 152 mm (6 inch) đã gây hư hại chiếc thủy phi cơ Fairey Seafox đến mức không thể sửa chữa, và nó phải bị ném xuống biển. Nhiều phút sau đó, dàn pháo chính của nó đã bắn trúng tàu tuần dương hạng nặng Bolzano ba phát, gây hư hại nhẹ.
Trong năm 1941, nó dẫn đầu Lực lượng K, một hải đội các tàu tuần dương có nhiệm vụ ngăn chặn và tiêu diệt các đoàn tàu vận tải Đức và Italy trên đường đi đến Libya, vốn cung cấp binh lực, thiết bị và tiếp liệu cho Quân đoàn Phi Châu của Erwin Rommel tại Bắc phi.

## Bị đánh chìm
Lực lượng K được tung ra vào ngày 18 tháng 12 năm 1941 để đánh chặn một đoàn tàu vận tải đang hướng đến Tripoli, ngay sau khi kết thúc cuộc đụng độ giữa hai hạm đội trong trận Sirte thứ nhất.
Trong đêm 19 - 20 tháng 12, đang khi dẫn đầu đội hình, Neptune trúng phải hai quả mìn (ngư lôi) vừa mới được phía Italy rải. Các tàu tuần dương Aurora và Penelope cũng trúng phải mìn. Trong khi tìm cách rút lui khỏi bãi mìn, Neptune trúng phải quả mìn thứ ba, cắt rời các chân vịt và khiến nó chết đứng giữa biển. Aurora không thể trợ giúp vì bản thân nó bị giảm tốc độ xuống còn 10 hải lý trên giờ (19 km/h) và buộc phải rút lui về Malta. Penelope cũng không có khả năng hỗ trợ.
Các tàu khu trục Kandahar và Lively được gửi đến bãi mìn để tìm cách kéo chiếc tàu tuần dương; tuy nhiên Kandahar lại trúng phải một quả mìn và bắt đầu trôi dạt. Neptune sau đó ra hiệu cho Lively giữ khoảng cách tránh xa bãi mìn. Thủy thủ đoàn của Kandahar sau đó di tản, và nó bị phóng ngư lôi để đánh chìm bởi tàu khu trục HMS Jaguar nhằm tránh rơi vào tay đối phương.
Neptune trúng phải quả mìn thứ tư và lật úp nhanh chóng. Chỉ có 30 thủy thủ trong tổng số 767 thành viên thủy thủ đoàn thoát được, nhưng cuối cùng chỉ còn lại một người sống sót sau khi bè cứu sinh của họ được tàu phóng lôi Italy Achille Papa cứu vớt năm ngày sau đó.